# 多諾萬群島
多諾萬群島（英語：Donovan Islands）是南極洲的群島，位於文森灣，處於克拉克半島西北面8公里，由約8座島嶼組成，根據美國海軍拍攝的空中照片繪入地圖，現時由南極條約體系管理。